# فرانسیس کاگیگو
فرانسیس کاگیگو (انگلیسی: Francis Cagigao؛ زادهٔ ۱۱ اکتبر ۱۹۶۹) ورزشکار فوتبال اهل اسپانیا است. او در باشگاه فوتبال آرسنال، باشگاه فوتبال بارسلونا بی و باشگاه فوتبال راسینگ سانتاندر در پست هافبک بازی می‌کرد.